# Ten okrutny, nikczemny chłopak
Ten okrutny, nikczemny chłopak – polski film psychologiczny z 1972 roku w reżyserii Janusza Nasfetera. Zdjęcia kręcono w Warszawie i we Wrocławiu.

## Opis fabuły
Romek jest chłopcem, którego nikt nie chce i który u nikogo nie może odnaleźć miłości. Jego matka w ogóle się nim nie interesuje. Chłopiec dostaje się pod strefę wpływów przedsiębiorczego Janusza. Ten uczy go kradzieży. Podczas pierwszej próby zostaje przyłapany i trafia przed sąd dla nieletnich. Matka postanawia skorzystać z nadarzającej się okazji i umieścić go w domu dziecka.

## Obsada aktorska[2]
- Roman Mosior – Romek Dobosz
- Piotr Szczerkowski – Janusz Majek
- Halina Kossobudzka – sędzia
- Małgorzata Leśniewska – Majkowa, matka Janusza
- Jolanta Bohdal – Krystyna Dobosz, matka Romka
- Zdzisław Leśniak – adwokat
- Zdzisław Kuźniar – wychowawca w domu dziecka
- Henryk Gołębiewski – chłopak w domu dziecka

## Nagrody
- 1972 - Janusz Nasfeter - Nagroda Prezesa Rady Ministrów - za twórczość dla dzieci.
- 1973 - Janusz Nasfeter - Łagów - Lubuskie Lato Filmowe - Nagroda Specjalna Jury za "artystyczną jedność walorów poetyckich i moralno-wychowawczych".
- 1973 - Janusz Nasfeter - Moskwa - Międzynarodowy Festiwal Filmowy - Srebrny Medal.